# Clavidesmus
Clavidesmus – rodzaj chrząszczy z rodziny kózkowatych i podrodziny zgrzypikowych.

## Zasięg występowania
Przedstawiciele tego rodzaju występują w Ameryce Południowej od Kolumbii na północy po Argentynę na południu.

## Systematyka
Do Clavidesmus należy 9 gatunków:
- Clavidesmus chicae
- Clavidesmus columbianus
- Clavidesmus egeri
- Clavidesmus funeraria
- Clavidesmus heterocerus
- Clavidesmus indistinctus
- Clavidesmus lichenigera
- Clavidesmus metallicus
- Clavidesmus rogueti